# Sjön (film)
Sjön är en svensk-dansk thrillerfilm från 1999, regisserad av Hans Åke Gabrielsson med Regina Lund i huvudrollen.

## Handling
Lisa kommer hem från London med sin man, för att sälja huset som blev kvar efter det att Lisas far har dött. Pappan försvann under mystiska omständigheter i skogen, under vintern, och antas vara omkommen. Lisa misstänker att det ligger något annat bakom, eftersom hennes far inte var särskilt omtyckt i byn.
Den gamla stugan vid sjön döljer hemligheter, som snart Lisa listar ut, i jakten på de smärtsamma fakta om vem hennes far var, och vem hon själv är.

## Om filmen
Filmen är inspelad i Uddevalla och norra Bohuslän 1998. Den hade världspremiär den 29 januari 1999 i Stockholm, Göteborg och Malmö. Åldersgränsen är 15 år.

## Rollista
- Regina Lund - Lisa
- Fredrik Hammar - Kurt
- Mats Rudal - Martin
- Björn Gedda - Sven
- Chatarina Larsson - Margareta
- Mikael Rundquist - Lasse
- Maria Lundqvist - Agnes
- Jonas Falk - prästen
- Gösta Bredefeldt - Olsson
- Margareta Pettersson - Alice
- Håkan Wennberg - farsan
- Line Lyckman - Lisa som liten
- Sven Strömersten Holm - skåningen
- Dan Sjögren - bybon

## Musik i filmen
- Smoke Rings, framförd av Casa Loma Orshestra
- The Man I Love, skriven av George Gershwin, framförd av Coleman Hawkins